# Maribavir
El maribavir, comercializado bajo la marca Livtencity, es un medicamento antivírico utilizado para tratar el citomegalovirus postrasplante. Se utiliza específicamente en los casos en los que el ganciclovir, el valganciclovir, el cidofovir y el foscarnet no son eficaces. Este medicamento se toma por vía oral   
Los efectos secundarios más frecuentes son alteraciones del gusto, náuseas, diarrea, vómitos y fatiga. No está claro la seguridad de este medicamento durante el embarazo. Es un inhibidor de la cinasa pUL97 del citomegalovirus, por lo que bloquea la replicación del virus . 
Este medicamento se aprobó para uso médico en Estados Unidos en 2021. A partir de 2022 se ha recomendado su aprobación en Europa. En Estados Unidos, 4 semanas cuestan unos 25.000 dólares estadounidenses a partir de 2022.   